# 凛 (たばこ)
凛（RIN、りん）は、日本たばこ産業（JT）から地域限定で製造・販売されていたタバコ。

## 概要
発売日は2005年2月1日。販売エリアは京都府・滋賀県・福井県・富山県・石川県のみだが、稀に地域限定煙草を扱っている店でも入手可能であった。タール含有量は11mg、ニコチン含有量は1.2mgと高めである。
葉自体も全て国内で生産されたタバコ葉のみを使用している。繊細で純粋ながらも、ふくらみとコクのある上品な味が特徴である。
パッケージは白地で薄い格子状のデザインが施されており、凛の文字が赤く立体的になっていて、日の丸をイメージしたデザインとなっている。中のアルミ紙は一般的なボックスパッケージの煙草に多い銀色と違い金色である。また、フィルター部分の巻紙も一般的な白色や黄土色ではなく、薄い黄土色という他に類例を見ない特殊な色合いであった。
当時の価格は350円（2006年7月以降370円）と、現行国産最高級紙巻たばこでもあった。
しかし値段が高い、タール・ニコチン値が高いということで、2006年6月で製造は終了しており、廃止銘柄となった。